# 윌리엄 쿠에바스
윌리엄 엔리케 쿠에바스 오소리오(William Enrique Cuevas Osorio, 1990년 10월 14일 ~ )는 베네수엘라의 야구 선수이자, 중화 직업봉구 대연맹 중신 브라더스의 투수이다.

## 미국 프로야구 시절
2016년에 보스턴 레드삭스에 입단하였다.

## 한국 프로야구 시절

### kt 위즈시절
2019년에 더스틴 니퍼트를 대체할 투수로 영입되었다.
2020년 11월 12일 팀의 첫 포스트시즌 승리 투수가 됐다.
2021년 10월 31일 삼성 라이온즈와의 타이 브레이크 경기에서 승리 투수가 됐고, 11월 14일 팀의 첫 한국시리즈 승리 투수가 되며 1차전 MVP로 선정됐다. 2022년 시즌 2경기에 등판 후 팔꿈치 부상을 당했는데 공백이 길어져 2022년 5월 18일에 방출됐다. 그의 대체 용병으로는 웨스 벤자민이 영입됐다.

## 멕시코 프로야구 시절
2022년에 디아블로스 로호스 델 멕시코에 입단하였다.

## 미국 프로야구 복귀
2023년에 LA 다저스에 입단하였다.

## 한국 프로야구 복귀

### kt 위즈복귀
2023년 6월에 보 슐서를 대체할 외국인 투수로 영입되며 복귀하였다. 2025년 7월 9일 성적 부진으로 방출되었으며, 그의 대체 외국인 선수는 패트릭 머피이다.